# 摩托化自行車

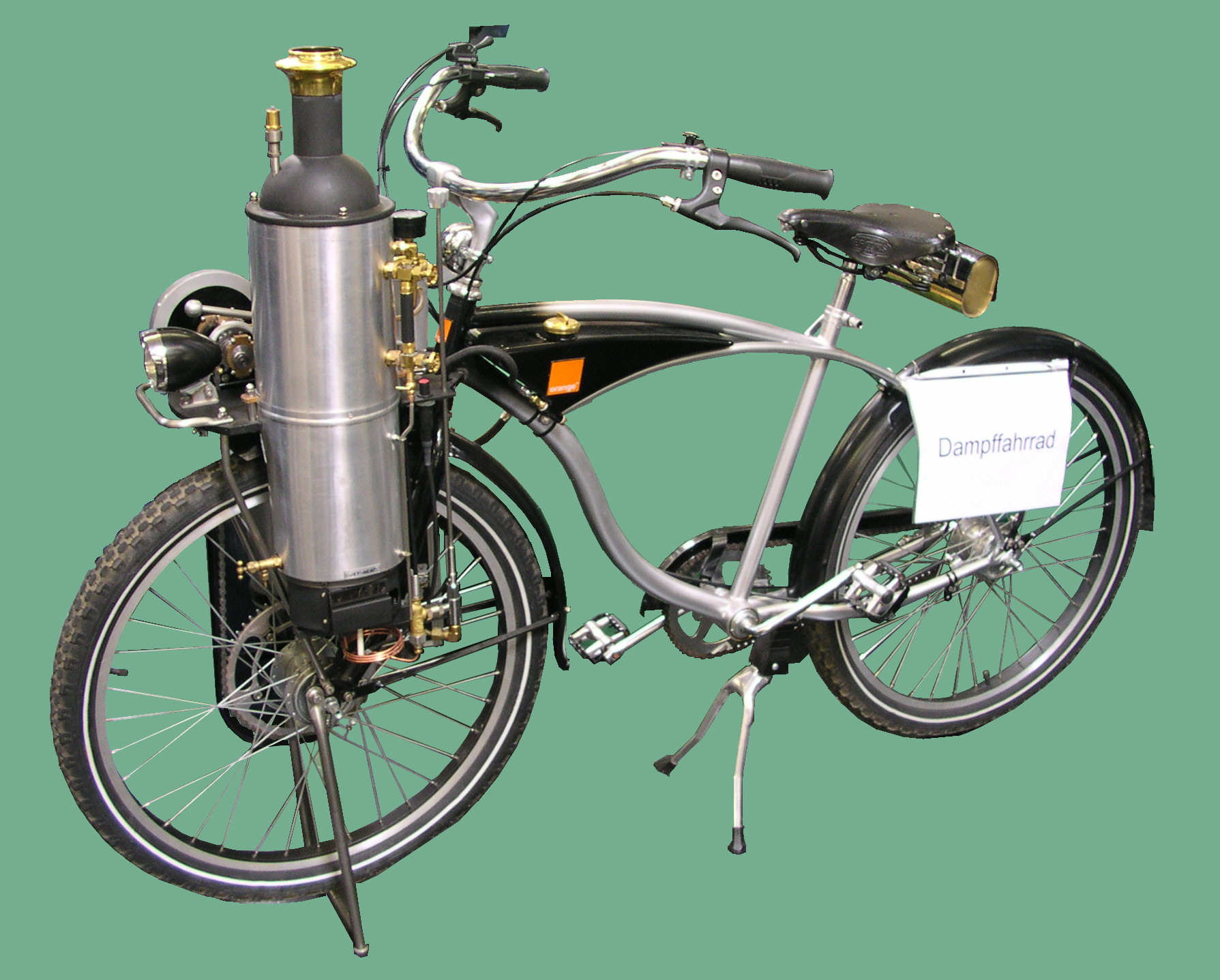
蒸汽動力的摩托化自行車。

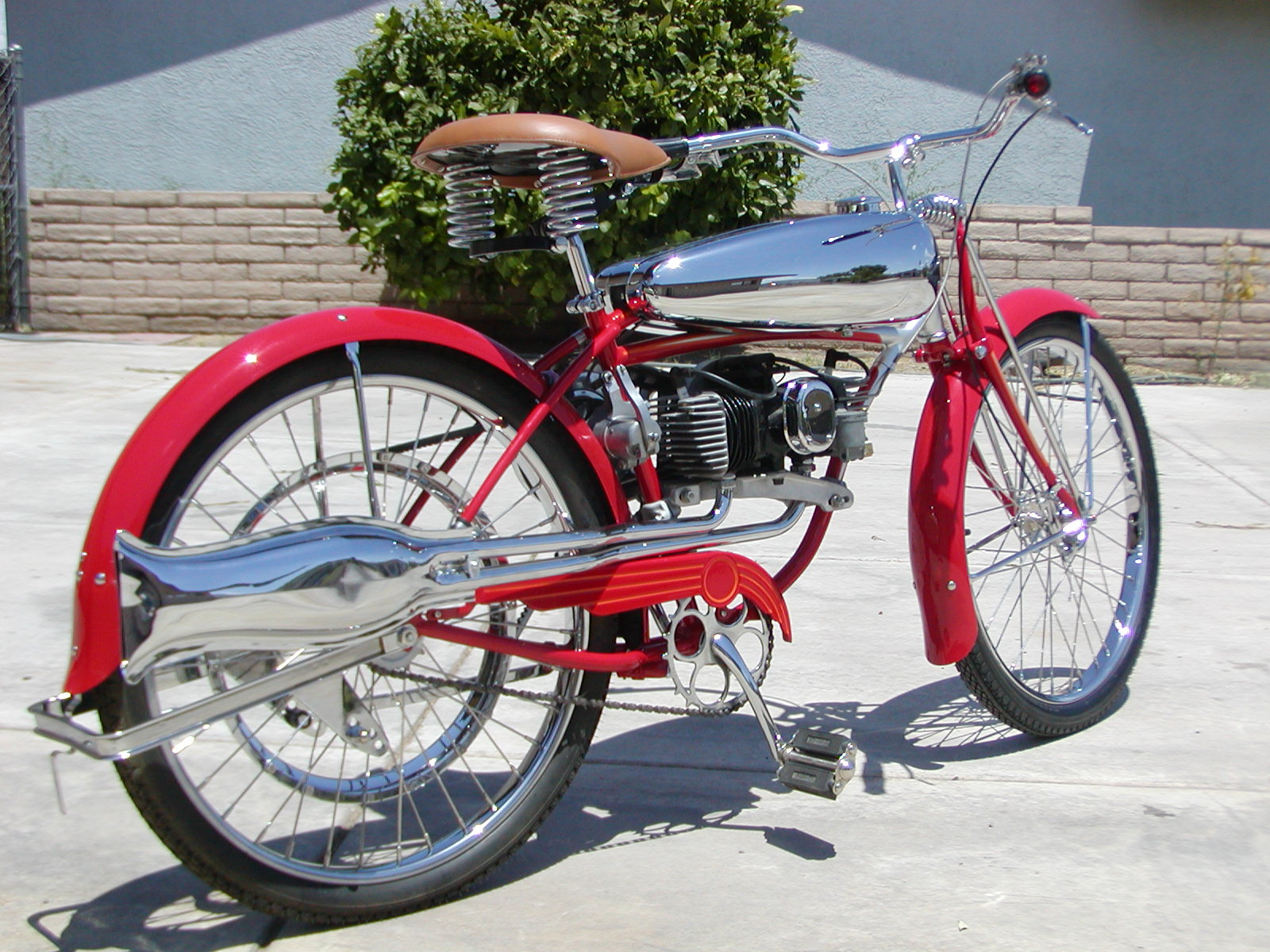
裝有汽油引擎的摩托化自行車。

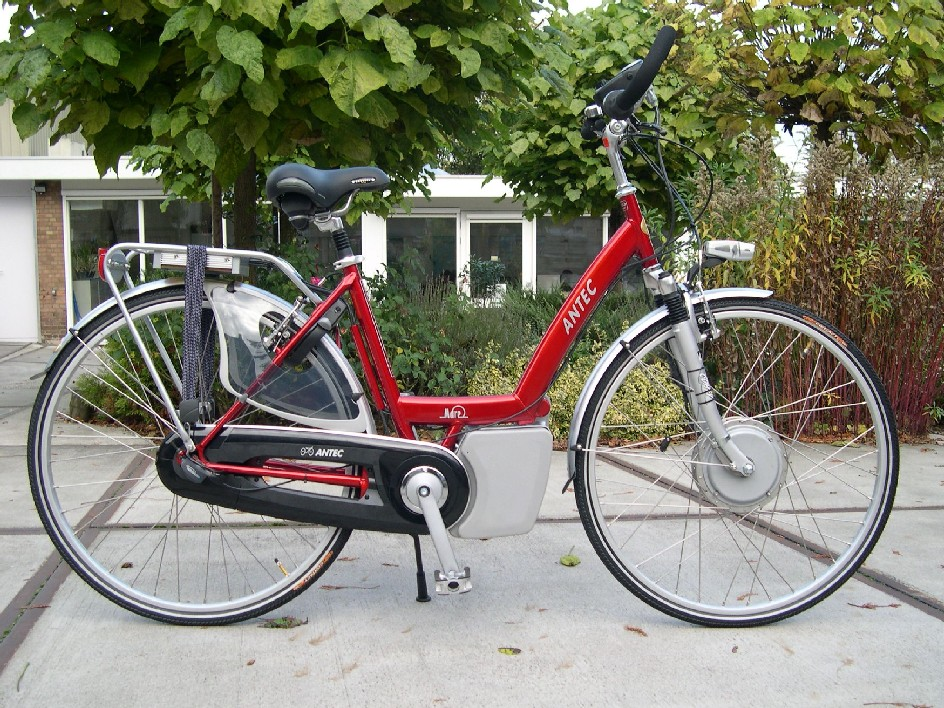
裝上電動機的類型。

摩托化自行車、或附發動機自行車，是指有發動機做為輔助動力的自行車，現在的摩托車即是從此演變而來。摩托化自行車的發動機種類非常多，從二衝程引擎、四衝程引擎、電動機甚至蒸汽機的都有。電動自行車也是一種摩托化自行車。
最早的摩托化自行車裝有發動機來幫助踩踏，那時汽油引擎與傳動設計還在萌芽的階段，其功率重量比很低，所以這種雙重動力系統在此時特別有優勢。隨著技術的改進，踏板推進被二衝程或四衝程的汽油引擎取代，不過在一些汽機車與燃料都還是很貴的國家，摩托化自行車仍然很盛行。
在日本，這樣的自行車在法律上稱為，簡稱「 Gentsuki」。
現在的摩托化自行車有多種種類：

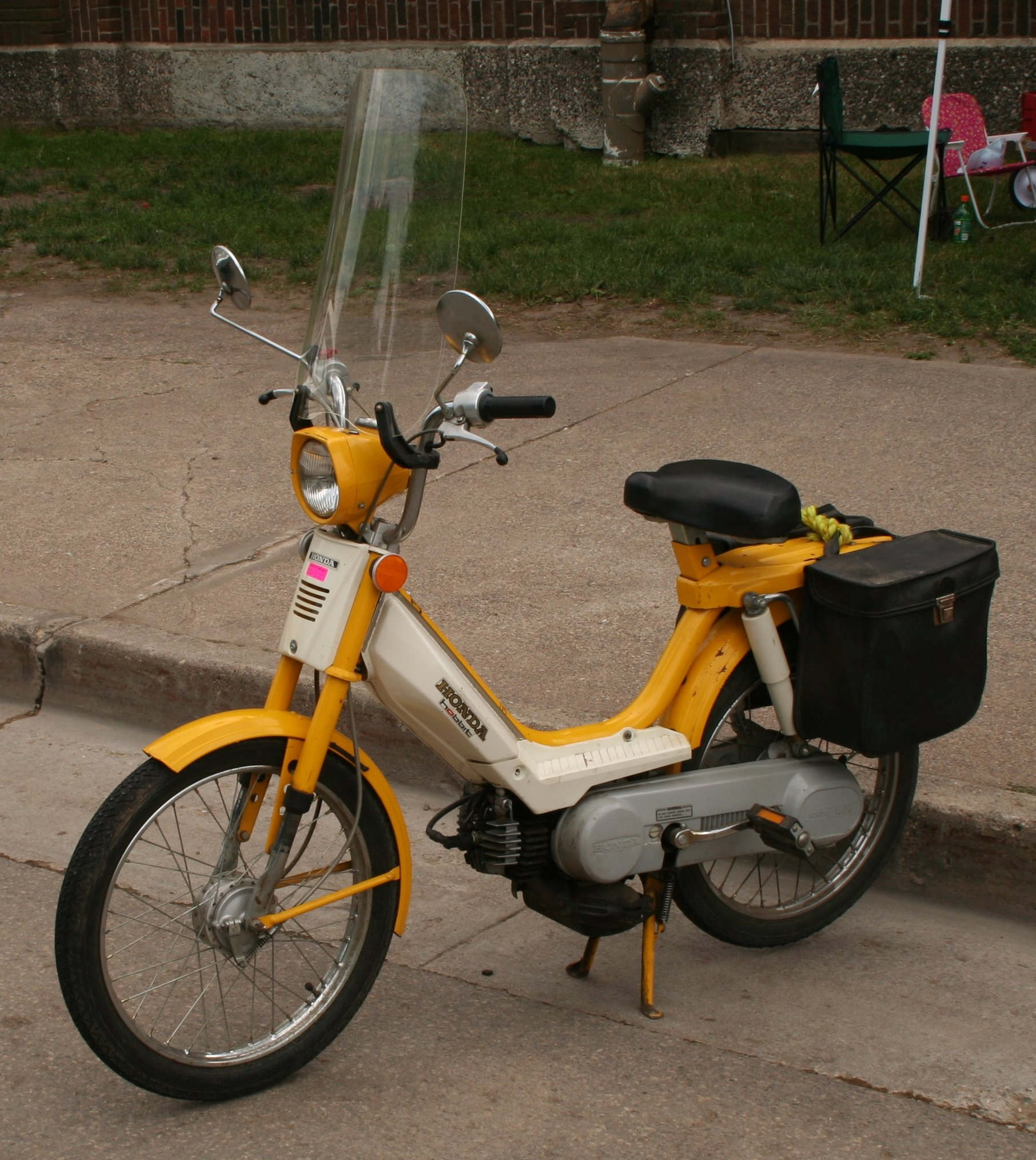
主要以發動機來作為動力的摩托化自行車，在台湾被稱作摩踏。

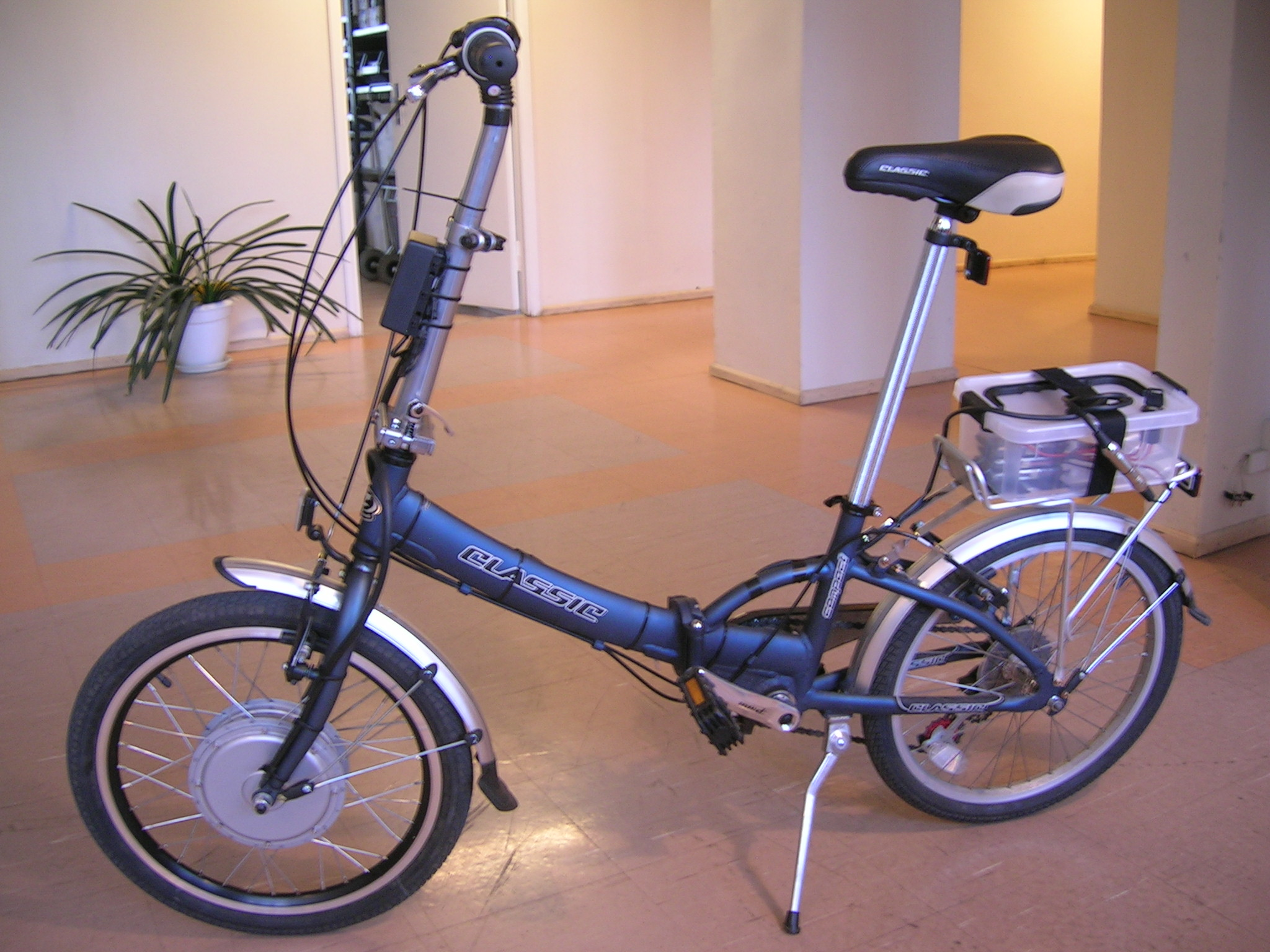
發動機只是輔助用途的摩托化自行車，此台摩托化自行車以電力發動機驅動前輪。在台灣被稱作電動自行車。

- 完全以發動機驅動，而且騎车人可以選擇不要裝自行車腳踏。
- 在台湾稱作摩踏的發動機自行車，其裝上自行車腳踏是為了滿足法規需求與用於啟動引擎或在緊急的狀況下使用。如果動力來源為電力則稱電動自行車。
- 主要以腳踏動力推進，發動機只是在爬坡或長途行駛時提供協助。